# Frans von Heland
Frans Isak von Heland, född 11 juni 1843 i Stockholm, död 2 juni 1923, var en svensk militär och tonsättare.
von Heland blev löjtnant vid Svea livgarde 1864, kapten 1876 och överstelöjtnant 1894. Han var överste och chef för Jämtlands fältjägarregemente 1897–1904. von Heland började studera musik för Gille 1865 och för Berens 1868. Han utgav flera häften sånger, bland vilka åtskilliga blivit populära, samt fick på Mindre teatern, Djurgårdsteatern  eller Vasateatern i Stockholm med framgång flera operetter uppförda, nämligen Regementstrumslagaren (1870), Löjtnanten och hans kalfaktor (1874), Det var jag (1879), Rekryten (1881), Fåglarna (1882), Nattlampan (1886; till dessa tre sistnämnda bearbetade tonsättaren själv texten) och Ulla Musköt (1890). Till sina 1886 utgivna sånger (2 häften) med flera författade von Heland själv orden. Han blev riddare av Svärdsorden 1885, kommendör av andra klassen av samma orden 1900 och kommendör av första klassen 1904. von Heland är begravd på Norra begravningsplatsen utanför Stockholm.